# Microcerculus
Microcerculus é um género de aves da família Troglodytidae.

## Espécies
Este género contém as seguintes espécies:
- Uirapuru-de-asa-branca, Microcerculus bambla
- Uirapuru-veado, Microcerculus marginatus
- Microcerculus philomela
- Flautista-do-tepui, Microcerculus ustulatus